# King John's Castle (Limerick)
King John's Castle (irsk: Caisleán Luimnigh) er en middelalderlig brog der ligger på King's Island i Limerick, Irland, ud til floden River Shannon. Selvom stedet har været brugt helt tilbage fra 922, hvor vikingerne boede på øen, så blev borgen selv bygget på ordre af kong John af England i 1200. Det er en af det bedst bevarede normanniske borge i Europa, og murene, tårnene og voldene er i dag bevaret og er åben for offentligheden. Resterne af en vikingebosættelse blev fundet ved arkæologiske udgravninger i 1900.